# Roxana Campos
Roxana Soledad Campos Araya (Peralillo, O'Higgins, 12 de febrero de 1958) es una actriz chilena. 

## Biografía
Nació el 12 de febrero de 1958 en Peralillo, O'Higgins. Hija de Mario Campos y de María Eugenia Araya Madariaga. 
Ingresó a estudiar al Departamento de Teatro de la Facultad de Artes de la Universidad de Chile, donde obtuvo la Licenciatura en Artes con mención en Actuación Teatral en 1978. Fue compañera generacional de las actrices Claudia Di Girolamo, Carmen Disa Gutiérrez, Maricarmen Arrigorriaga y Rosa Ramírez.

## Carrera artística
En 1979 integró la Compañía de Teatro Urbano Contemporáneo (TEUCO), donde fue una de las fundadoras junto a Andrés Pérez. El 24 de diciembre de 1979, toda compañía estuvo en prisión por sus manifestaciones artísticas en Santiago contra la dictadura de Augusto Pinochet. Luego se integró a la Compañía Gran Circo Teatro, donde realizó giras nacionales e internacionales con emblemáticas obras como La negra Ester.
Campos perteneció al selecto grupo de actores de teatro, que bajo la dirección artística de Vicente Sabatini, lograron interpretar a populares roles de reparto en producciones televisivas de alto presupuesto, bajo contenidos sociales y regionales, entre 1997 y 2008, durante la época de oro de las telenovelas de Televisión Nacional de Chile.
Participó en dos superproducciones de época dirigidas por Vicente Sabatini para Chilevisión: Manuel Rodríguez (2010), en la que interpretó a la mestiza Tomasa Araya,  y La Doña (2011), donde dio vida a la esclava indígena Ailén Chalco.
En 2014 recibió el Premio Calunga en el Festival de Cine Pé en Brasil a la Mejor Actriz secundaria en Romance policial.
Hoy se encuentra retirada de la actuación, viajando alrededor del mundo en un proceso espiritual.

## Filmografía
| Año  | Título                       | Papel          | Notas               |
| ---- | ---------------------------- | -------------- | ------------------- |
| 1999 | Tuve un sueño contigo        | Enfermera      | Gonzalo Justiniano  |
| 1999 | El desquite                  | Candelaria     | Andrés Wood         |
| 2007 | Fiestapatria                 | Mercedes       | Luis Vera           |
| 2007 | Radio Corazón                | Teresa Ventura | Roberto Artiagoitía |
| 2009 | Teresa: Crucificada por amar | Mamma Rosa     | Tatiana Gaviola     |
| 2010 | Ni una caricia               | Doris          | Beatriz Maldonado   |
| 2011 | La lección de pintura        | Flavia         | Pablo Perelman      |
| 2013 | Romance policial             | Miriam         | Jorge Durán         |
| 2014 | No soy Lorena                | Mujer ruda     | Isidora Marras      |
| 2015 | Locas perdidas               | Carmen         | Ignacio Juricic     |
| 2019 | Enigma                       | Nancy          | Ignacio Juricic     |

## Televisión
| Año  | Título                  | Papel            | Notas                       |
| ---- | ----------------------- | ---------------- | --------------------------- |
| 1982 | De cara al mañana       | Gina Carrasco    |                             |
| 1983 | La Represa              | Berta Sepúlveda  |                             |
| 1984 | La Torre 10             | Estela Keller    |                             |
| 1985 | Morir de amor           | Lucía Norambuena |                             |
| 1986 | La villa                | Fernanda Corral  |                             |
| 1990 | El milagro de vivir     | Cora             | Sin acreditar; ¿? episodios |
| 1998 | Iorana                  | Carmen Abarca    |                             |
| 1999 | La Fiera                | Berta Leiva      |                             |
| 2000 | Romané                  | Zaida Dinamarca  |                             |
| 2001 | Pampa Ilusión           | Laura Fortuna    |                             |
| 2002 | El circo de las Montini | Valeria Lorenzo  | Papel principal             |
| 2003 | Puertas Adentro         | Silvia Román     |                             |
| 2004 | Los Pincheira           | Ester Mardones   |                             |
| 2005 | Los Capo                | Huenkutripai     |                             |
| 2006 | Cómplices               | Juana Aranda     |                             |
| 2007 | Corazón de María        | Carmen Astudillo |                             |
| 2008 | Viuda Alegre            | Adela Velásquez  |                             |
| 2009 | Los Exitosos Pells      | Beatriz González | Sin acreditar; ¿? episodios |
| 2010 | Manuel Rodríguez        | Tomasa Araya     |                             |
| 2011 | La Doña                 | Ailén Chalco     |                             |

| Año  | Título                  | Papel                  | Ref.                                        |
| ---- | ----------------------- | ---------------------- | ------------------------------------------- |
| 1987 | La Quintrala            | Catana                 |                                             |
| 1989 | Teresa de los Andes     | Ofelia Miranda         |                                             |
| 1997 | Sucupira: La comedia    | Blanca Vega            | Episodio: El descubrimiento                 |
| 1998 | Brigada Escorpión       | Nilda                  | 2 episodios                                 |
| 2000 | La otra cara del espejo | Marta / Marina Salazar | 2 episodios                                 |
| 2007 | Héroes                  | Ester                  | Episodio: Portales, la fuerza de los hechos |
| 2009 | Los 80                  | Silvia                 | T2. Episodio: Nos queremos tanto            |

## Reconocimientos

### Premios y nominaciones
- 1999: Ganadora - Premio Apes a la Mejor Actriz de Soporte por La Fiera
- 2000: Nominada - Premio Altazor de las Artes Nacionales a Mejor Actriz por La Fiera
- 2014: Ganadora - Premio Calunga en el Festival de Cine Pé en Brasil a la Mejor Actriz Secundaria por Romance policial.
- 2019: Ganadora - Premio a Mejor Actriz en Festival de Cine Chileno de Quilpué FECICH por Enigma.
- 2022: Ganadora - Premio Caleuche a la Mejor Actriz Protagónica en Cine por Enigma.

### Distinciones
- En 2022 recibió el reconocimiento a su prolífica trayectoria, entregado por la Municipalidad de Peralillo.[11]